# Bundeskommunikationssenat
Der Bundeskommunikationssenat (BKS) war von 2001 bis 2013 die oberste Rundfunkbehörde Österreichs mit Sitz in Wien.
Der Bundeskommunikationssenat fungierte von 2001 bis 2010 einerseits als Rechtsmittelbehörde gegen Entscheidungen der Kommunikationsbehörde Austria (KommAustria) in Regulierungsangelegenheiten des privaten Rundfunks und andererseits als erst- und letztinstanzliche Rechtsaufsichtsbehörde über den Österreichischen Rundfunk. Mit Übergang aller erstinstanzlichen Zuständigkeiten auf die KommAustria im Oktober 2010 war er bis zum 31. Dezember 2013 deren Berufungsbehörde.
Im Zuge der Einführung der Verwaltungsgerichtsbarkeit in Österreich durch die Verwaltungsgerichtsbarkeits-Novelle 2012 wurde der Bundeskommunikationssenat mit Wirkung zum 31. Dezember 2013 aufgelöst. Seitdem fungiert das Bundesverwaltungsgericht als Beschwerdeinstanz gegen Entscheidungen der KommAustria.
Grundlage der Tätigkeit des Bundeskommunikationssenates waren einerseits das KommAustria-Gesetz aus dem Jahr 2001 (grundlegend novelliert im Jahr 2010), zum anderen die einschlägigen materiellrechtlichen Bestimmungen des ORF-Gesetzes, des Audiovisuelle Mediendienste-Gesetzes, des Privatradiogesetzes und des Fernseh-Exklusivrechtegesetzes.
Der Bundeskommunikationssenat war eine Kollegialbehörde mit richterlichem Einschlag und bestand aus fünf (nebenberuflichen) Mitgliedern und ebenso vielen Ersatzmitgliedern. Drei Mitglieder gehörten dem Richterstand an. Als administrative Geschäftsstelle fungierte eine Abteilung des Bundeskanzleramts.
Gegen Entscheidungen des Bundeskommunikationssenates stand die Beschwerde an den Verfassungsgerichtshof und den Verwaltungsgerichtshof offen.